# Alt for kvinden
Alt for kvinden (også kendt som Greven på Liljenborg) er en dansk film fra 1964, instrueret af Annelise Reenberg efter et manuskript af Arvid Müller, og bl.a optaget på Ørbæklunde.

## Medvirkende
- Henning Moritzen som Grev Ditlev Liljenborg / Grev Peder Joachim Liljen
- Bjørn Puggaard-Müller som Baron Alfred Løwenholck
- Clara Pontoppidan som baronesse Sophie Løwenholck
- Else Marie Hansen som enkegrevinde Henriette
- Henrik Bentzon som Hushovmester Lundgren
- Karl Stegger som Direktør K.K. Simonsen
- Hanne Borchsenius som Lise Simonsen
- Kjeld Jacobsen som Godsejer Jørgen Dahl
- Lise Thomsen som Sekretær Iversen
- Thecla Boesen som Kokkepigen
- Marchen Passer som Stuepigen
- Henry Nielsen som Murer Jensen
- Knud Hilding som Vurderingsmand
- Gunnar Bigum som Besøgende på Liljenborg
- Freddy Koch